# Przemysław Gosiewski

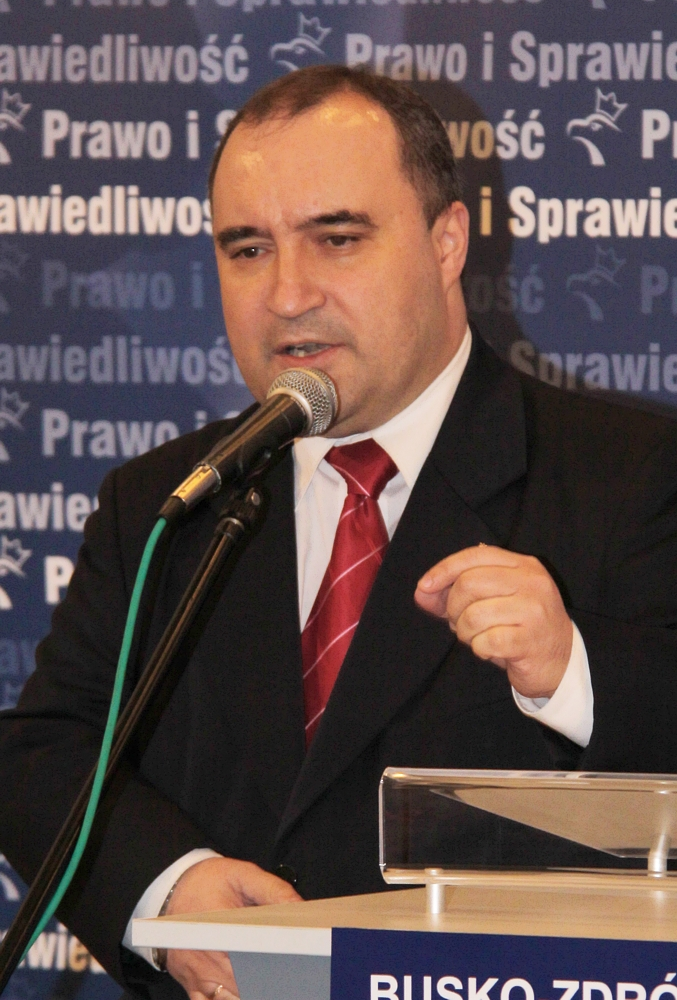
Przemyslaw Edgar Gosiewski

Przemyslaw Edgar Gosiewski (Słupsk, 12 mei 1964 - Smolensk, 10 april 2010) was een Pools politicus.
In de jaren 80 van de vorige eeuw was hij actief in de Poolse vakbeweging Solidarność. In 2001, 2005 en 2007 werd hij gekozen tot parlementslid voor de Poolse politieke partij Recht en Rechtvaardigheid. Hij was minister (voorzitter van het Permanent Comité van de Raad van Ministers) vanaf 14 juli 2006 tot aan zijn dood. Op 8 mei 2007 werd hij vicepremier van Polen en hield deze positie tot 11 november 2007.
Gosiewski kwam om het leven toen een Pools regeringsvliegtuig nabij de luchthaven van het Russische Smolensk neerstortte.
- International Standard Name Identifier: 0000 0003 7109 3518
- Nationale Bibliotheek van Polen: a0000002539780
- Virtual International Authority File: 250562496